# Fasci Femminili

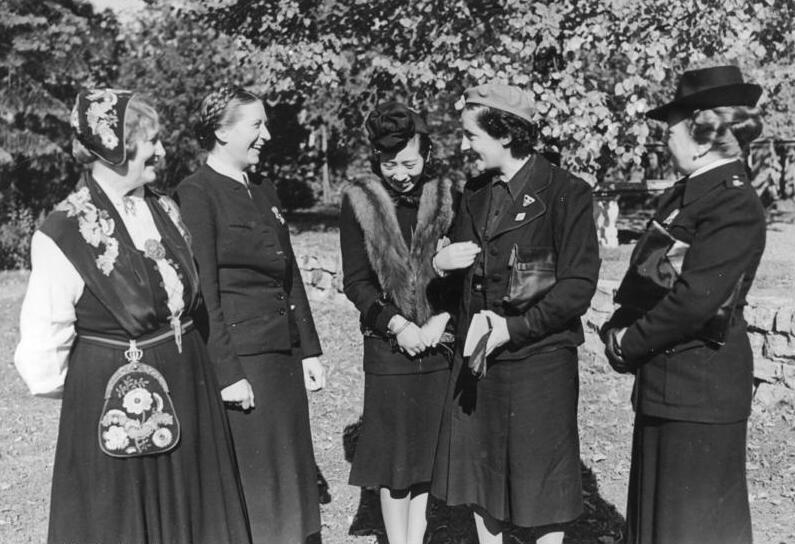
Von links nach rechts: Olga Bjoner, Gertrud Scholtz-Klink, Toyoko Ōshima, Pilar Primo de Rivera, und Olga Medici del Vascello 1941.

Fasci Femminili (FF) („Weibliche Fasci“) war die Frauensektion der Faschistischen Partei Italiens (PNF). Die FF wurden 1919 gegründet und 1945 aufgelöst. Sie vereinten alle faschistischen Organisationen für Frauen und Mädchen.

## Geschichte und Organisation
Die Fasci Femminili wurden gegründet, um Frauen über ihre Rolle gemäß der faschistischen Ideologie aufzuklären. Die FF erfuhren teilweise Anfeindungen von männlichen Mitgliedern der Partei. 1919 existierten sie zunächst informell und als sie 1920 gegründet wurden, inkludierte noch keine andere politische Partei in Italien Frauen in ihren Strukturen. 1929 wurden sie zu einer ehrenamtsbasierten Massenorganisation umstrukturiert.
Während der 1920er Jahre waren die Frauen innerhalb der Faschistischen Partei größtenteils gebildetete Frauen der Mittelklasse. Mädchen wurden durch die Gründung von Jugendgruppen eingebunden, die nach Alter aufgeteilt waren, so etwa die Piccole Italiane (für Mädchen im Alter von 8 bis 12) und die Giovani Italiane (für Mädchen im Alter von 13 bis 18). 1925 wurden die Opera Nazionale Maternità ed Infanzia (OMNI) gegründet, um verheiratete Mütter und ihre Kinder zu unterstützen. Die Massaie Rurali (MR) wurden 1933 gegründet und die Sezione Operaie e Lavoranti a Domicilio (Sektion für Arbeiterinnen und Hausfrauen, auch SOLD) 1937, beide mit dem Anspruch, ländliche und städtische Arbeiterinnen und jeweils in die PNF einzubinden. All diese Gruppen waren formaler Bestandteil der FF. Die FF hatten 1939 750.000 Mitglieder.

## Rolle innerhalb der Partei
Anfänglich hatte der Faschismus eine zwiegespaltene Sicht auf die Rolle von Frauen in der Gesellschaft. Mussolini versprach der Präsidentin der faschistischen Frauen, Elisa Majer Rizzioli, das Frauenwahlrecht einzuführen. Tatsächlich führte er dieses jedoch nur auf kommunaler Ebene ein und schaffte schließlich Wahlen insgesamt ab. Nach erfolglosen Versuchen der faschistischen Frauen, 1924 autonom zu werden, wurden sie von politischen Entscheidungsprozessen innerhalb der Partei ausgeschlossen. Nach 1930 hatten die faschistischen Frauenorganisation keine Präsidentin mehr. Die Führungsrolle blieb zunächst nicht ausgefüllt und wurde 1937 dann zwischen mehreren Menschen aufgeteilt.
In den Anfangsjahren ihres Bestehens war es umstritten, ob Mitglieder der Fasci Femminili die Uniformen der Schwarzhemden tragen dürfen. Ab Mitte der 1930er Jahre wurden sie dagegen dazu ermutigt, die Uniformen zu tragen.

## Führungspositionen
Die Präsidentinnen der Fasci Femminili waren Elisa Majer Rizzioli (bis 1926) und dann Angiola Moretti (von 1926 bis 1930). Die Position wurde von 1930 bis 1937 nicht besetzt und wurde dann von mehreren Personen besetzt, den sogenannten Ispettrice Nazionale (nationale Inspekteurinnen). 1937 gab es zunächst zwei: Clara Franceschini und Giuditta "Itta" Stelluti Scala Frascara; danach gab es 1938 vier: Wanda Bruschi Gorjux, Laura Marani Argnani, Teresita Menzinger Ruata and Olga Medici del Vascello, und 1940 folgende Personen: Anna Maria Giusti Dalla Rosa, Angiola Moretti, Ignazia Cavalli d'Olivola, and Sofia Bertaina Chiesa di Cervignasco.